# 샤를로테 폰 프로이센 왕녀 (1798년)
알렉산드라 표도로브나(러시아어: Александра Фьодоровна, 1798년 7월 13일 ~ 1860년 11월 1일)는 러시아의 황제 니콜라이 1세의 황후이다.

## 생애

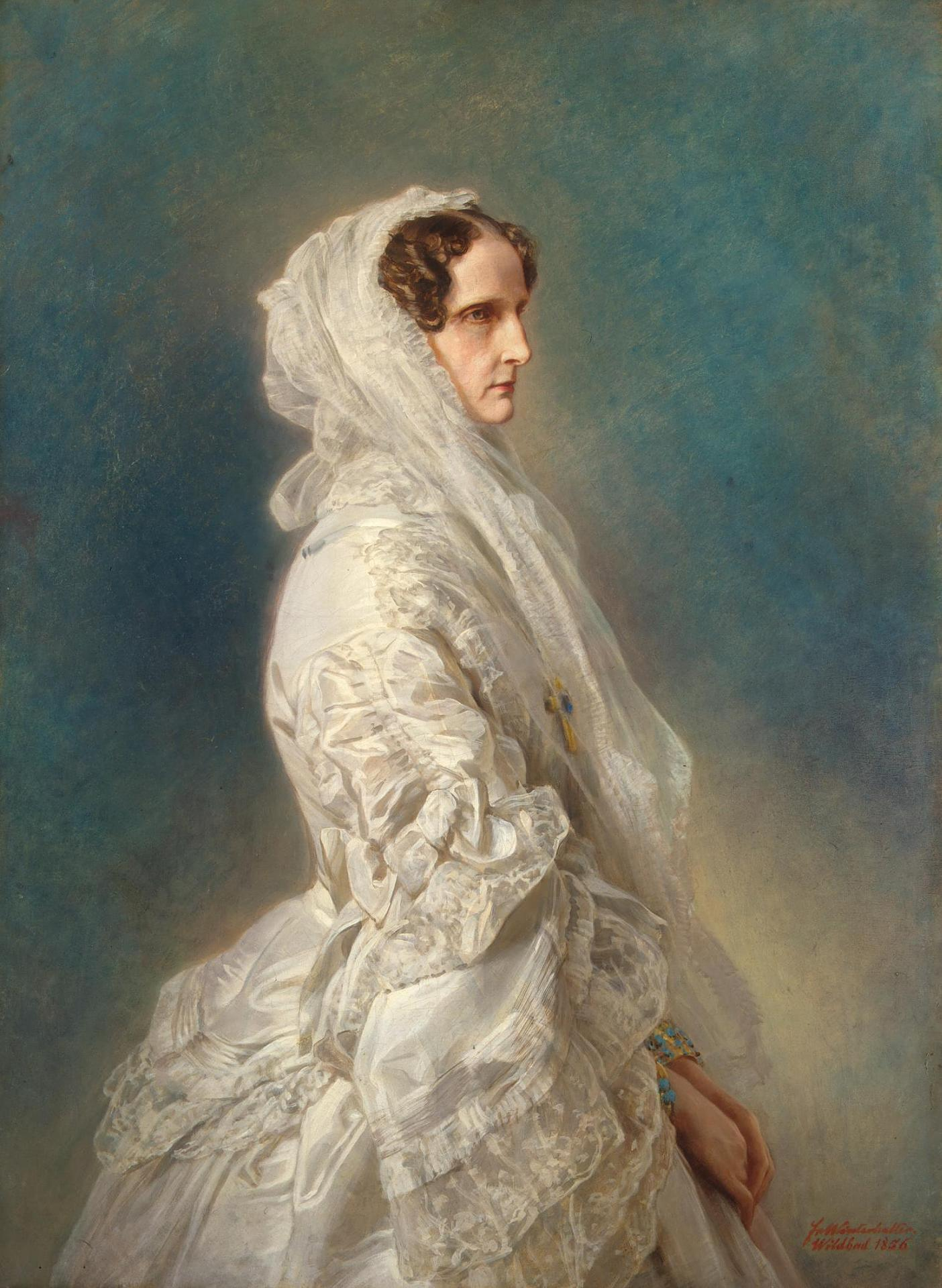
말년의 알렉산드라 표도로브나

샤를로텐부르크 성에서 프로이센의 국왕 프리드리히 빌헬름 3세의 차녀로 태어났다. 독일 이름은 프리데리케 루이제 샤를로테 빌헬미네(Friederike Luise Charlotte Wilhelmine)로 프로이센의 샤를로테(Charlotte von Preußen)으로 불리기도 한다. 당시 프로이센은 나폴레옹과 대립하고 있었는데 전투마다 크게 패하면서 그녀와 그녀의 가족들은 동프로이센으로 피신해, 러시아의 황제 알렉산드르 1세의 보호를 받게 되었다. 베를린이 나폴레옹의 지배를 받게 되자 그녀는 지금의 리투아니아에 위치한 메멜에서 자라게 되었다. 1814년 러시아의 니콜라이 파블로비치 대공(훗날의 니콜라이 1세)은 동생 미하일과 함께 베를린을 방문했고 먼 친척인 샤를로테와 사랑에 빠졌다.
1817년, 샤를로테는 러시아 정교회로 개종하고 이름을 알렉산드라 표도로브나로 바꾸었다. 그리고 같은 해 7월 13일, 자신의 생일에 그녀는 겨울 궁전에서 니콜라이와 결혼했다. 예술 애호가에 궁정 생활을 좋아하는 알렉산드라는 시어머니 마리아 표도로브나와는 마음이 잘 맞았지만 사교적이지 못한 동서 엘리자베타 알렉세예브나와는 사이가 좋지 않았다. 결혼 직후 임신한 알렉산드라는 1818년 아들 알렉산드르를 낳았고 이듬해에는 딸 마리아를, 그 이듬해에는 또다른 딸을 사산했다. 이처럼 잦은 임신과 출산은 그녀의 건강을 몹시 악화시켰고 그녀는 죽을 때까지 요양을 반복해야 했다.
1825년 알렉산드르 1세는 후사 없이 죽었고 그 동생인 콘스탄틴은 계승권을 포기했기 때문에 남편 니콜라이가 러시아의 황제로 즉위하게 되었다. 남편 니콜라이와의 사이는 양호했고 그가 자신의 시녀 바르바라 넬리도바(Barbara Nelidova)와 불륜을 저지른 뒤에도 남편은 물론, 시녀와의 사이도 나빠지지 않았다.
마흔을 넘기면서 알렉산드라의 건강은 더욱 나빠졌고 러시아를 떠나 요양을 하는 일이 많아졌다. 그러나 1855년 남편 니콜라이 1세가 인플루엔자로 그녀보다 먼저 세상을 떠났고, 알렉산드라는 황태후가 되었다. 남편이 죽고 5년 뒤인 1860년, 의사들은 그녀에게 러시아를 떠나 따뜻한 곳에서 요양을 할 것을 권했지만 알렉산드라는 이를 거부하고 알렉산드롭스키 궁전에서 죽음을 맞이했다.

## 자녀
| 사진 | 이름                           | 생일             | 사망                    | 기타 |
| ---- | ------------------------------ | ---------------- | ----------------------- | --- |
|      | 알렉산드르 2세                 | 1818년 4월 17일  | 1881년 3월 13일 (62세)  | 러시아의 황제. 마리 폰 헤센다름슈타트 대공녀와 결혼, 슬하 6남 2녀, 사별 후 예카테리나 미하일로브나 돌고루코바와 결혼(귀천상혼), 슬하 2남 2녀 |
|      | 마리야 니콜라예브나 여대공     | 1819년 8월 18일  | 1876년 2월 21일 (56세)  | 로이히텐베르크 공작 막시밀리앙과 결혼, 슬하 4남 3녀, 사별 후 그리고리 알렉산드로비치 스트로가노프 백작과 결혼(귀천상혼), 슬하 1남 1녀        |
|      | 올가 니콜라예브나 여대공       | 1822년 9월 11일  | 1892년 10월 30일 (70세) | 뷔르템베르크 국왕 카를 1세과 결혼, 자녀 없음                                                                                                 |
|      | 알렉산드라 니콜라예브나 여대공 | 1825년 6월 24일  | 1844년 8월 10일 (19세)  | 헤센카셀의 프리드리히 빌헬름 공자와 결혼, 출산 중 사망                                                                                       |
|      | 콘스탄틴 니콜라예비치 대공     | 1827년 9월 9일   | 1892년 1월 13일 (64세)  | 작센알텐부르크의 알렉산드라 공녀와 결혼, 슬하 4남 2녀 (사생아 포함 7남 4녀)                                                                  |
|      | 니콜라이 니콜라예비치 대공     | 1831년 7월 27일  | 1891년 4월 13일 (59세)  | 올덴부르크의 알렉산드라 여공작과 결혼, 슬하 2남 (사생아 포함 4남 3녀)                                                                        |
|      | 미하일 니콜라예비치 대공       | 1832년 10월 13일 | 1909년 12월 18일 (77세) | 바덴의 체칠리에 대공녀와 결혼, 슬하 6남 1녀                                                                                                  |